# 济青高速铁路
- 關於1904年通车，目前仅开行普速列车的铁路，請見「胶济铁路」。
- 關於2008年通车，设计时速250km/h的客运专线，請見「胶济客运专线」。

中国铁路济青高速线，通称济青高速铁路、简称济青高铁，是中国的一条连接山东省济南市与青岛市的高速铁路。因青岛与济南间现有的四线铁路通道，分别称为胶济线和胶济客运专线，因而本线（济南-青岛间的六线）在部分文件亦被称作胶济高速铁路，但这一名称并非中国铁路的正式命名。
本线穿越山东丘陵连接胶东半岛南部与华北平原中部的高速客运铁路，是国家《中长期铁路网规划》也是“八纵八横”高速铁路网中沿海通道和青银通道的重要组成部分。

## 历史

### 规划建设
2006年《济南铁路枢纽总布置示意图》远期规划有“太青客运专线”，位于“胶济四线”（即胶济客运专线）以北。
2010年，铁三院编制了《环渤海地区山东半岛城市群城际轨道交通线网规划》，规划建设青太客专济南东至青岛北段，并将既有的胶济客专置换为城际铁路。2014年6月10日，国家发改委批复《新建济南至青岛高速铁路项目建议书》。
2014年8月5日，发布《新建济南至青岛高速铁路环境影响评价第一次公示》。
2014年9月15日，济青高速铁路有限公司筹备组发布《新建济南至青岛高速铁路环境影响评价第二次信息公告》。
2015年1月23日上午，该项目建设动员大会在济南召开。
2015年3月7日，山东省政府在北京召开专题会议，研究部署加快推进项目建设。省政府与该项目沿线各市政府签订征地拆迁工作目标责任书。
2015年4月17日，山东省人民政府作出批复，同意济青高速铁路有限公司组建工作。根据批复内容，该项目总投资约600亿元，其中资本金300亿元。该公司首期注册资金为55亿元。其中，省土地储备中心出资20亿元，山东高速集团出资20亿元（其中暂代中国铁路总公司出资10亿元），中国建筑股份有限公司出资10亿元，南车青岛四方机车车辆股份有限公司出资5亿元。上述省级出资注入山东铁路建设投资有限公司，由其代表山东省对济青高速铁路有限公司出资并持有股份。该项目其余资本金按照确定的资金来源和公司章程，分步落实到位。12月起，线路正式开工建设。
2018年8月2日，济青高铁济南东至胶州北区间进行联调联式。济青高铁高速段联调联试需要2个月时间。除了高速段，按照计划，济青高铁济南枢纽段10月11日至24日进行联调联试，青岛枢纽段10月25日至11月18日进行联调联试，11月6日至15日信号系统联调联试。之后将进行全线拉通试验以及运行试验，12月20日具备开通条件。
自11月21日8时至12月20日24时，济南铁路局每天都会在济南东至青岛北、济南东至盐城北、青岛北至岚山西之间开行试验动车组16列，并在中途停车模拟办理客运业务。

### 开通及运营
线路于2018年12月26日开通试运营，首班列车于当日9:08分发出，由复兴号CR400AF型电力动车组担当。
青岛机场站于2021年8月9日起开通运营。红岛站于2023年7月1日起开通运营。

## 线路走向
济青高速线位于山东半岛，线路西起济南市，经滨州、淄博、潍坊，东至青岛市。
正线长度为307.9km，新设济南东站、章丘北站、邹平站、淄博北站、临淄北站、青州市北站、潍坊北站、高密北站、青岛机场站和红岛站10个车站，并对既有胶州北站进行改造。
正线桥梁22座，总长253.792km，占82.43%；隧道2座，总长17.35km，占5.63%；路基总长36.758 km（其中区间路基长度13.778km，站场路基长度22.98km），占11.94%。。

## 车站列表
全线位于山东省內。
| 站名       | 里程（公里） | 连接铁路 | 连接城市轨道交通                                                | 所在地 | 所在地 | 所在地 |
| ---------- | ------------ | --- | --------------------------------------------------------------- | ------ | ------ | ------ |
| 济南东站   | 0.0          | 石济客运专线（联络线至济南西站） 济莱高速铁路 济枣高速铁路 胶济铁路（黄东联络线） 胶济客运专线（北辛店联络线） 济滨城际铁路（建设中） | 济南轨道交通3号线 济南轨道交通6号线（规划中）                   | 济南市 | 历城区 |        |
| 章丘北站   | 30.6         | 不適用 | 不適用                                                          | 济南市 | 章丘区 |        |
| 邹平站     | 53.7         | 不適用 | 不適用                                                          | 滨州市 | 邹平市 |        |
| 淄博北站   | 82.3         | 不適用 | 不適用                                                          | 淄博市 | 张店区 |        |
| 临淄北站   | 112.6        | 不適用 | 不適用                                                          | 淄博市 | 临淄区 |        |
| 青州市北站 | 135.4        | 不適用 | 不適用                                                          | 潍坊市 | 青州市 |        |
| 潍坊北站   | 190.9        | 潍莱高速铁路 潍烟高速铁路（建设中） 津潍高速铁路（建设中） 潍宿高速铁路（建设中）                                                     | 潍坊轨道交通1号线（规划中）                                     | 潍坊市 | 寒亭区 |        |
| 高密北站   | 255.4        | 不適用 | 不適用                                                          | 潍坊市 | 高密市 |        |
| 胶州北站   | 283.4        | 胶济客运专线 | 青岛地铁8号线 青岛地铁14号线（规划中）                          | 青岛市 | 胶州市 |        |
| 青岛机场站 | 289.3        | 不適用 | 青岛地铁8号线 青岛地铁16号线（规划中）                          | 青岛市 | 胶州市 |        |
| 红岛站     | 307.9        | 青盐铁路 | 青岛地铁8号线 青岛地铁10号线（规划中） 青岛地铁12号线（规划中） | 青岛市 | 城阳区 |        |
| 青岛北站   | 不適用       | 青荣城际铁路 青盐铁路 胶济客运专线 | 青岛地铁3号线 青岛地铁8号线 青岛地铁1号线                       | 青岛市 | 李沧区 |        |

开通后，济南东至青岛北间，若中途不停靠其他站，列车运行时间为1小时26分。
2024年6月15日，全国铁路实施新的2024年第三季度列车运行图，济南局推出“济青快线”列车，大量增开济南东至青岛（北）一站直达高速动车车次，济南东站至青岛北站之间的最快运行时间为1小时22分。